# Cabañas de Polendos
Pour les articles homonymes, voir Cabañas.
Cabañas de Polendos est une commune de la province de Ségovie dans la communauté autonome de Castille-et-León en Espagne.